# La Vall d'Hebron
La Vall d'Hebron est un quartier d'Horta, à Barcelone. 
Elle fait partie des quatre sites de la région qui ont accueilli des compétitions pour les Jeux olympiques d'été de 1992.